# Al norte del corazón
Al norte del corazón  é uma telenovela mexicana produzida e exibida pela Azteca em 1997. 
Foi protagonizada por Anette Michel e Jorge Luis Pila e antagonizada por Danna García e Fernando Ciangherotti.

## Sinopse
O amor de Ángela Medina e José Francisco Reyes começa durante a adolescência, é um amor puro e limpo que cresce junto com eles ao longo do tempo. No entanto, este idílio é ofuscado por Rafael Treviño, que em seu desejo de possuir Angela, assusta ferozmente seus pais: Sebastian e Marina.
Matías, o padrinho de Ángela conhece as intenções de Rafael, e é por isso que ele leva Ángela da cidade para deixá-la em um orfanato. Ninguém, exceto para Jovita e Matias, sabe que Angela sobreviveu ao fatídico ataque. Dez anos passam antes que Angela volte para a aldeia para redescobrir um passado muito doloroso. Cheio de perguntas e dúvidas não resolvidas, está instalado no que agora é conhecido como "Tres Cruces", um nome dado às pessoas pelos três cruzamentos localizados na sepultura familiar da Medina. Ambos Jovita e Matías insistem em esconder sua identidade, porque sabem que quando Rafael descobrirá, ele fará todo o possível para conquistá-la.
Angela e José Francisco não conseguem esconder a atração que sentem. Sem saber que ela é a mulher que ela chorou por dez anos, José Francisco se apaixona de novo, formalizando um namoro que nunca quis aceitar com Eloísa, a filha de Rafael. Em uma atmosfera de paixões, intrigas, lutas raciais e injustiças em relação aos indocumentados, o resto da história se desenrola, sem Ángela e José Francisco conseguindo estar juntos, sempre perseguidos pelo sinistro Rafael Treviño ..

## Elenco
- Anette Michel - Ángela Medina
- Jorge Luis Pila - José Francisco Reyes
- Danna García - Eloísa Treviño
- Fernando Ciangherotti - Rafael Treviño
- Guillermo Quintanilla - Aquiles
- Carlos Cardán - Marcos
- Rodolfo Arias - Fernando
- Fabiana Perzabal - Valeria
- Joanydka Mariel - Martha
- Roberto Montiel - Sebastián Medina
- América Gabriel - Marina Medina
- Miguel Couturier - Irving
- Roberto Mateos - Joel
- Ana Silvia Garza - Trinidad
- Marco Muñoz - León
- Graciela Orozco - Jovita
- Enrique Muñoz - Matías
- Lupita Sandoval - Carla
- Surya MacGregor - María
- July Furlong - Marcela
- Marta Resnikoff - Virginia
- María Rebeca - Maribel
- María Fernanda García - Beatriz
- Diana Ferreti - Amara
- Alexandra Loreto - Pilar
- Angelina Cruz - Dolores
- Eugenio Montessoro - Richard
- Fernando Sarfatti - Andrés
- Rolando de Castro Jr - Jimmy
- Pedro Vega - David
- Karla Llanos - Miriam
- Aline Hernández - Delia
- Vanessa Acosta
- Ricardo Aldape Guerra - Ricardo
- Marco Bacuzzi
- Eduardo Cassab
- Ana Claudia Talancón - Ángela (jovem)
- César Díaz - José Francisco (jovem)